# Podatek od wydobycia niektórych kopalin
Podatek od wydobycia niektórych kopalin – podatek pobierany w Polsce od 18 kwietnia 2012 r., czyli od momentu wejścia w życie ustawy z dnia 2 marca 2012 r. o podatku od wydobycia niektórych kopalin. Podatek jest pobierany od wydobycia miedzi i srebra i stanowi dochód budżetu państwa. Podatek jest pobierany przez polską administrację celną.
Przedmiot opodatkowania

Przedmiotem opodatkowania podatkiem jest wydobycie miedzi oraz srebra (metali, a nie rud tych metali), gazu ziemnego i ropy naftowej.
Opodatkowaniu nie podlega urobek miedzi, wydobyty gaz ziemny i wydobyta ropa naftowa w ilościach określonych w ustawie pod warunkiem, że zostały wykorzystane na cele badawcze; wydobyty metan występujący w złożach węgla kamiennego lub jako kopalina towarzysząca.
Podatnik

Podatnikiem podatku jest osoba fizyczna, osoba prawna oraz jednostka organizacyjna niemająca osobowości prawnej, dokonująca w zakresie prowadzonej działalności gospodarczej wydobycia miedzi lub srebra.
Obowiązek podatkowy

Obowiązek podatkowy powstaje w dniu wyprodukowania koncentratu z wydobytego przez podatnika urobku rudy miedzi. W przypadku gdy podatnik nie produkuje koncentratu z wydobytego urobku rudy miedzi, obowiązek podatkowy powstaje w dniu wydobycia tego urobku.
Podstawa opodatkowania oraz stawka podatku

Podstawę opodatkowania podatkiem stanowi ilość miedzi oraz srebra zawarta w wyprodukowanym koncentracie. W przypadku gdy podatnik nie produkuje koncentratu z wydobytego urobku rudy miedzi, podstawę opodatkowania podatkiem stanowi ilość miedzi oraz srebra zawarta w urobku rudy miedzi.
Stawki podatku są określane oddzielnie dla tony miedzi i kilograma srebra. Stawki podatku są obliczane miesięcznie na podstawie średniej arytmetycznej dziennych notowań miedzi na London Metal Exchange (LME) i średniej arytmetycznej dziennych notowań srebra na London Bullion Market Association oraz średniej arytmetycznej średnich kursów dolara amerykańskiego do złotego ogłoszonych przez Narodowy Bank Polski.
Właściwość organów podatkowych

Organami podatkowymi właściwymi w zakresie podatku od wydobycia niektórych kopalin są naczelnik urzędu celno-skarbowego oraz dyrektor izby administracji skarbowej, właściwi ze względu na adres siedziby podatnika – w przypadku osób prawnych albo jednostek organizacyjnych niemających osobowości prawnej, albo miejsce zamieszkania podatnika – w przypadku osób fizycznych.
Jeżeli nie można ustalić właściwości miejscowej w wyżej wymieniony sposób, właściwymi organami podatkowymi w sprawach podatku są Naczelnik Urzędu Celnego-Skarbowego w Legnicy oraz Dyrektor Izby Administracji Skarbowej we Wrocławiu.
Minister właściwy do spraw finansów publicznych określa, w drodze rozporządzenia, urzędy celno-skarbowe i izby administracji skarbowej, których odpowiednio naczelnicy i dyrektorzy są właściwi w zakresie podatku, a także terytorialny zasięg ich działania, uwzględniając gospodarcze potrzeby podatników.
Deklaracja podatkowa oraz termin płatności podatku

Podatnik jest obowiązany, bez wezwania, składać właściwemu naczelnikowi urzędu celno-skarbowego deklarację podatkową oraz obliczać i wpłacać podatek na rachunek właściwej izby administracji skarbowejc za miesięczne okresy rozliczeniowe, w terminie do 25. dnia miesiąca następującego po miesiącu, w którym powstał obowiązek podatkowy.
Pomiary oraz ewidencje pomiarów

Podatnik jest zobligowany do pomiaru zawartości miedzi i srebra w wydobytym urobku rudy miedzi, przy czym pomiary zawartości miedzi w wydobytym urobku następują każdego dnia, a pomiary zawartości srebra są dokonywane za każdy miesiąc na podstawie pobranych próbek dziennych.
Rejestr podatników

Organ wydający koncesje na wydobycie miedzi oraz srebra informuje ministra właściwego do spraw finansów publicznych o wydaniu, zmianie treści, wygaśnięciu oraz cofnięciu koncesji na wydobycie miedzi oraz srebra, oraz o ich treści, w terminie 7 dni od dnia wydania, zmiany treści, wygaśnięcia oraz cofnięcia koncesji.
Właściwy naczelnik urzędu celno-skarbowego prowadzi rejestr podatników. Rejestr zawiera dane zawarte w ww. informacjach.